# U-17-Handball-Europameisterschaft der Frauen 2025
Die 17. U-17-Handball-Europameisterschaft der Frauen wurde vom 30. Juli bis 10. August 2025 in Montenegro ausgetragen. Veranstalter war die Europäische Handballföderation (EHF). Die Slowakei gewann erstmals diesen Wettbewerb.

## Vorrunde
Die Auslosung der Vorrundengruppen fand im Januar 2025 in Österreich statt. In der Vorrunde spielt jede Mannschaft einer Gruppe einmal gegen jedes andere Team in der gleichen Gruppe. In der Vorrunde spielte jede Mannschaft einer Gruppe einmal gegen jedes andere Team in der gleichen Gruppe. Die jeweils besten zwei Mannschaften jeder Gruppe qualifizierten sich für die Hauptrunde, die Gruppendritten und Gruppenvierten qualifizierten sich für die Zwischenrunde.

### Gruppe A
| Pl. | Land     | Sp. | S | U | N | Tore    | Diff. | Punkte |
| --- | -------- | --- | - | - | - | ------- | ----- | ------ |
| 1.  | Spanien  | 3   | 2 | 1 | 0 | 094:730 | +21   | 05:10  |
| 2.  | Dänemark | 3   | 2 | 1 | 0 | 088:700 | +18   | 05:10  |
| 3.  | Schweden | 3   | 1 | 0 | 2 | 080:820 | −2    | 02:40  |
| 4.  | Türkei   | 3   | 0 | 0 | 3 | 061:980 | −37   | 00:60  |

| 30. Juli 2025 12:00 Uhr | Schweden                        | 30:24        | Türkei                      | Bemax Arena, Podgorica Zuschauer: 100 Schiedsrichter: Linus Hardegger, Simon Hardegger |
| 30. Juli 2025 12:00 Uhr | meiste Tore: Isabella Herlitz 5 | (15:11)      | meiste Tore: Gazel Dikme 10 | Bemax Arena, Podgorica Zuschauer: 100 Schiedsrichter: Linus Hardegger, Simon Hardegger |
| 30. Juli 2025 12:00 Uhr | Strafen: 4×                     | Spielbericht | Strafen: 5×                 | Bemax Arena, Podgorica Zuschauer: 100 Schiedsrichter: Linus Hardegger, Simon Hardegger |

| 30. Juli 2025 17:00 Uhr | Dänemark                                | 28:28        | Spanien                                                                            | Bemax Arena, Podgorica Zuschauer: 213 Schiedsrichter: Ioannis Fotakidis, Charalampos Kinatzidis |
| 30. Juli 2025 17:00 Uhr | meiste Tore: Clara Vandbæk Østergaard 7 | (16:15)      | meiste Tore: Emma Cano Montarros, Elene Fresco Bastarrika, Laura Ballart Ruiz je 4 | Bemax Arena, Podgorica Zuschauer: 213 Schiedsrichter: Ioannis Fotakidis, Charalampos Kinatzidis |
| 30. Juli 2025 17:00 Uhr | Strafen: 4×                             | Spielbericht | Strafen: 1× 2×                                                                     | Bemax Arena, Podgorica Zuschauer: 213 Schiedsrichter: Ioannis Fotakidis, Charalampos Kinatzidis |

| 31. Juli 2025 12:00 Uhr | Spanien                    | 33:16        | Türkei                     | Bemax Arena, Podgorica Zuschauer: 100 Schiedsrichter: Edvinas Jencevičius, Justas Ivanauskas |
| 31. Juli 2025 12:00 Uhr | meiste Tore: Erika Vladu 8 | (17:7)       | meiste Tore: Gazel Dikme 6 | Bemax Arena, Podgorica Zuschauer: 100 Schiedsrichter: Edvinas Jencevičius, Justas Ivanauskas |
| 31. Juli 2025 12:00 Uhr | Strafen: 5×                | Spielbericht | Strafen: 3×                | Bemax Arena, Podgorica Zuschauer: 100 Schiedsrichter: Edvinas Jencevičius, Justas Ivanauskas |

| 31. Juli 2025 17:00 Uhr | Dänemark                                       | 25:21        | Schweden                   | Bemax Arena, Podgorica Zuschauer: 287 Schiedsrichter: Milica Pavićević, Slađana Martinović |
| 31. Juli 2025 17:00 Uhr | meiste Tore: Victoria Kirstine Mørk Andersen 8 | (13:9)       | meiste Tore: Nora Linder 4 | Bemax Arena, Podgorica Zuschauer: 287 Schiedsrichter: Milica Pavićević, Slađana Martinović |
| 31. Juli 2025 17:00 Uhr | Strafen: 4×                                    | Spielbericht | Strafen: 4× 1×             | Bemax Arena, Podgorica Zuschauer: 287 Schiedsrichter: Milica Pavićević, Slađana Martinović |

| 2. August 2025 12:00 Uhr | Türkei                                      | 21:35        | Dänemark                       | SC Morača, Podgorica Zuschauer: 72 Schiedsrichter: Jaap Klompers, Koen Stobbe |
| 2. August 2025 12:00 Uhr | meiste Tore: Gazel Dikme, Dilek Kestek je 5 | (8:18)       | meiste Tore: Sara Skou Nørby 6 | SC Morača, Podgorica Zuschauer: 72 Schiedsrichter: Jaap Klompers, Koen Stobbe |
| 2. August 2025 12:00 Uhr | Strafen: 7× 1×                              | Spielbericht | Strafen: 1× 3×                 | SC Morača, Podgorica Zuschauer: 72 Schiedsrichter: Jaap Klompers, Koen Stobbe |

| 2. August 2025 17:00 Uhr | Schweden                       | 29:33        | Spanien                                                       | SC Morača, Podgorica Zuschauer: 127 Schiedsrichter: Matija Brodić, Matija Hodžić |
| 2. August 2025 17:00 Uhr | meiste Tore: Majken Månsson 10 | (12:17)      | meiste Tore: Laura Ballart Ruiz, Daniela Aguado Martínez je 5 | SC Morača, Podgorica Zuschauer: 127 Schiedsrichter: Matija Brodić, Matija Hodžić |
| 2. August 2025 17:00 Uhr | Strafen: 1× 3×                 | Spielbericht | Strafen: 2×                                                   | SC Morača, Podgorica Zuschauer: 127 Schiedsrichter: Matija Brodić, Matija Hodžić |

### Gruppe B
| Pl. | Land           | Sp. | S | U | N | Tore    | Diff. | Punkte |
| --- | -------------- | --- | - | - | - | ------- | ----- | ------ |
| 1.  | Slowakei       | 3   | 2 | 1 | 0 | 086:680 | +18   | 05:10  |
| 2.  | Deutschland    | 3   | 2 | 1 | 0 | 079:640 | +15   | 05:10  |
| 3.  | Portugal       | 3   | 0 | 1 | 2 | 080:870 | −7    | 01:50  |
| 4.  | Nordmazedonien | 3   | 0 | 1 | 2 | 068:940 | −26   | 01:50  |

| 30. Juli 2025 14:30 Uhr | Portugal                  | 26:31        | Slowakei                      | Bemax Arena, Podgorica Zuschauer: 152 Schiedsrichter: Milica Pavićević, Slađana Martinović |
| 30. Juli 2025 14:30 Uhr | meiste Tore: Rita Lopes 7 | (12:17)      | meiste Tore: Mária Bartková 8 | Bemax Arena, Podgorica Zuschauer: 152 Schiedsrichter: Milica Pavićević, Slađana Martinović |
| 30. Juli 2025 14:30 Uhr | Strafen: 5×               | Spielbericht | Strafen: 1× 2×                | Bemax Arena, Podgorica Zuschauer: 152 Schiedsrichter: Milica Pavićević, Slađana Martinović |

| 30. Juli 2025 19:30 Uhr | Deutschland                | 31:18        | Nordmazedonien                | Bemax Arena, Podgorica Zuschauer: 93 Schiedsrichter: Edvinas Jencevičius, Justas Ivanauskas |
| 30. Juli 2025 19:30 Uhr | meiste Tore: Mira Bender 5 | (18:8)       | meiste Tore: Taida Berovikj 4 | Bemax Arena, Podgorica Zuschauer: 93 Schiedsrichter: Edvinas Jencevičius, Justas Ivanauskas |
| 30. Juli 2025 19:30 Uhr | Strafen: 1× 3×             | Spielbericht | Strafen: 2× 1×                | Bemax Arena, Podgorica Zuschauer: 93 Schiedsrichter: Edvinas Jencevičius, Justas Ivanauskas |

| 31. Juli 2025 14:30 Uhr | Nordmazedonien                                   | 21:34        | Slowakei                      | Bemax Arena, Podgorica Zuschauer: 83 Schiedsrichter: Linus Hardegger, Simon Hardegger |
| 31. Juli 2025 14:30 Uhr | meiste Tore: Marija Dimoska, Taida Berovikj je 5 | (8:14)       | meiste Tore: Mária Bartková 7 | Bemax Arena, Podgorica Zuschauer: 83 Schiedsrichter: Linus Hardegger, Simon Hardegger |
| 31. Juli 2025 14:30 Uhr | Strafen: 7× 1×                                   | Spielbericht | Strafen: 1× 4×                | Bemax Arena, Podgorica Zuschauer: 83 Schiedsrichter: Linus Hardegger, Simon Hardegger |

| 31. Juli 2025 19:30 Uhr | Deutschland                 | 27:25        | Portugal                  | Bemax Arena, Podgorica Zuschauer: 61 Schiedsrichter: Jovana Dasic, Charlotte Husomanovic |
| 31. Juli 2025 19:30 Uhr | meiste Tore: Adele Kasper 6 | (12:11)      | meiste Tore: Rita Lopes 9 | Bemax Arena, Podgorica Zuschauer: 61 Schiedsrichter: Jovana Dasic, Charlotte Husomanovic |
| 31. Juli 2025 19:30 Uhr | Strafen: 2×                 | Spielbericht | Strafen: 3×               | Bemax Arena, Podgorica Zuschauer: 61 Schiedsrichter: Jovana Dasic, Charlotte Husomanovic |

| 2. August 2025 14:30 Uhr | Slowakei                      | 21:21        | Deutschland                                   | SC Morača, Podgorica Zuschauer: 102 Schiedsrichter: Stefan Berdić, Filip Šorak |
| 2. August 2025 14:30 Uhr | meiste Tore: Mária Bartková 5 | (11:9)       | meiste Tore: Lisa Lammich, Tamina Kugler je 4 | SC Morača, Podgorica Zuschauer: 102 Schiedsrichter: Stefan Berdić, Filip Šorak |
| 2. August 2025 14:30 Uhr | Strafen: 2× 5×                | Spielbericht | Strafen: 1× 4×                                | SC Morača, Podgorica Zuschauer: 102 Schiedsrichter: Stefan Berdić, Filip Šorak |

| 2. August 2025 19:30 Uhr | Portugal                                   | 29:29        | Nordmazedonien                | SC Morača, Podgorica Zuschauer: 67 Schiedsrichter: Edvin Härgin, Erik Makejev |
| 2. August 2025 19:30 Uhr | meiste Tore: Bianca Lima, Rita Vieira je 5 | (15:10)      | meiste Tore: Taida Berovikj 6 | SC Morača, Podgorica Zuschauer: 67 Schiedsrichter: Edvin Härgin, Erik Makejev |
| 2. August 2025 19:30 Uhr | Strafen: 3×                                | Spielbericht | Strafen: 6×                   | SC Morača, Podgorica Zuschauer: 67 Schiedsrichter: Edvin Härgin, Erik Makejev |

### Gruppe C
| Pl. | Land        | Sp. | S | U | N | Tore    | Diff. | Punkte |
| --- | ----------- | --- | - | - | - | ------- | ----- | ------ |
| 1.  | Schweiz     | 3   | 3 | 0 | 0 | 097:690 | +28   | 06:00  |
| 2.  | Niederlande | 3   | 2 | 0 | 1 | 086:710 | +15   | 04:20  |
| 3.  | Island      | 3   | 1 | 0 | 2 | 080:790 | +1    | 02:40  |
| 4.  | Färöer      | 3   | 0 | 0 | 3 | 050:940 | −44   | 00:60  |

| 30. Juli 2025 12:00 Uhr | Island                                                                 | 33:15        | Färöer                                 | SC Morača, Podgorica Zuschauer: 89 Schiedsrichter: Roua Haggui, Sahar Haggui |
| 30. Juli 2025 12:00 Uhr | meiste Tore: Laufey Helga Óskarsdóttir, Agnes Lilja Styrmisdóttir je 6 | (16:6)       | meiste Tore: Lý Dávadóttir Magnussen 4 | SC Morača, Podgorica Zuschauer: 89 Schiedsrichter: Roua Haggui, Sahar Haggui |
| 30. Juli 2025 12:00 Uhr | Strafen: 2×                                                            | Spielbericht | Strafen: 1× 2×                         | SC Morača, Podgorica Zuschauer: 89 Schiedsrichter: Roua Haggui, Sahar Haggui |

| 30. Juli 2025 17:00 Uhr | Niederlande                  | 27:31        | Schweiz                        | SC Morača, Podgorica Zuschauer: 100 Schiedsrichter: Matija Brodić, Matija Hodžić |
| 30. Juli 2025 17:00 Uhr | meiste Tore: Ivana Kwakman 8 | (15:15)      | meiste Tore: Lauryn Mierzwa 10 | SC Morača, Podgorica Zuschauer: 100 Schiedsrichter: Matija Brodić, Matija Hodžić |
| 30. Juli 2025 17:00 Uhr | Strafen: 2× 5×               | Spielbericht |                                | SC Morača, Podgorica Zuschauer: 100 Schiedsrichter: Matija Brodić, Matija Hodžić |

| 31. Juli 2025 12:00 Uhr | Schweiz                         | 31:20        | Färöer                         | SC Morača, Podgorica Zuschauer: 80 Schiedsrichter: Jonathan Hummelgård, Emrik Svensson |
| 31. Juli 2025 12:00 Uhr | meiste Tore: Nora Emmenegger 10 | (16:12)      | meiste Tore: Halla Haldansen 5 | SC Morača, Podgorica Zuschauer: 80 Schiedsrichter: Jonathan Hummelgård, Emrik Svensson |
| 31. Juli 2025 12:00 Uhr | Strafen: 2×                     | Spielbericht | Strafen: 4×                    | SC Morača, Podgorica Zuschauer: 80 Schiedsrichter: Jonathan Hummelgård, Emrik Svensson |

| 31. Juli 2025 17:00 Uhr | Niederlande                                         | 29:25        | Island                                    | SC Morača, Podgorica Zuschauer: 250 Schiedsrichter: Stefano Riello, Niccolò Panetta |
| 31. Juli 2025 17:00 Uhr | meiste Tore: Guusje Hoogervorst, Ivana Kwakman je 7 | (16:16)      | meiste Tore: Laufey Helga Óskarsdóttir 11 | SC Morača, Podgorica Zuschauer: 250 Schiedsrichter: Stefano Riello, Niccolò Panetta |
| 31. Juli 2025 17:00 Uhr | Strafen: 2× 7×                                      | Spielbericht | Strafen: 4×                               | SC Morača, Podgorica Zuschauer: 250 Schiedsrichter: Stefano Riello, Niccolò Panetta |

| 2. August 2025 12:00 Uhr | Färöer                                                         | 15:30        | Niederlande                                                 | Verde Complex, Podgorica Zuschauer: 81 Schiedsrichter: Edvinas Jencevičius, Justas Ivanauskas |
| 2. August 2025 12:00 Uhr | meiste Tore: Arina Høgnadóttir Wang, Bjørk Mariusardóttir je 4 | (9:18)       | meiste Tore: Esmee Pater, Anniko Rensen, Fiene Alberts je 4 | Verde Complex, Podgorica Zuschauer: 81 Schiedsrichter: Edvinas Jencevičius, Justas Ivanauskas |
| 2. August 2025 12:00 Uhr | Strafen: 3×                                                    | Spielbericht | Strafen: 4×                                                 | Verde Complex, Podgorica Zuschauer: 81 Schiedsrichter: Edvinas Jencevičius, Justas Ivanauskas |

| 2. August 2025 17:00 Uhr | Island                                   | 22:35        | Schweiz                  | Verde Complex, Podgorica Zuschauer: 121 Schiedsrichter: Ionuț Marian Cazan, Gesur Suliman |
| 2. August 2025 17:00 Uhr | meiste Tore: Laufey Helga Óskarsdóttir 5 | (8:18)       | meiste Tore: Emma Heer 6 | Verde Complex, Podgorica Zuschauer: 121 Schiedsrichter: Ionuț Marian Cazan, Gesur Suliman |
| 2. August 2025 17:00 Uhr | Strafen: 2× 7×                           | Spielbericht | Strafen: 4×              | Verde Complex, Podgorica Zuschauer: 121 Schiedsrichter: Ionuț Marian Cazan, Gesur Suliman |

### Gruppe D
| Pl. | Land      | Sp. | S | U | N | Tore     | Diff. | Punkte |
| --- | --------- | --- | - | - | - | -------- | ----- | ------ |
| 1.  | Ungarn    | 3   | 3 | 0 | 0 | 0101:720 | +29   | 06:00  |
| 2.  | Slowenien | 3   | 1 | 0 | 2 | 077:790  | −2    | 02:40  |
| 3.  | Serbien   | 3   | 1 | 0 | 2 | 088:1060 | −18   | 02:40  |
| 4.  | Norwegen  | 3   | 1 | 0 | 2 | 095:1040 | −9    | 02:40  |

Bei Punktgleichheit entschied der direkte Vergleich.
| 30. Juli 2025 14:30 Uhr | Norwegen                          | 29:26        | Slowenien                  | SC Morača, Podgorica Zuschauer: 127 Schiedsrichter: Ionuț Marian Cazan, Gesur Suliman |
| 30. Juli 2025 14:30 Uhr | meiste Tore: Kaja Ørving Jensen 8 | (12:11)      | meiste Tore: Tiana Novak 7 | SC Morača, Podgorica Zuschauer: 127 Schiedsrichter: Ionuț Marian Cazan, Gesur Suliman |
| 30. Juli 2025 14:30 Uhr | Strafen: 1× 3×                    | Spielbericht | Strafen: 1× 5×             | SC Morača, Podgorica Zuschauer: 127 Schiedsrichter: Ionuț Marian Cazan, Gesur Suliman |

| 30. Juli 2025 19:30 Uhr | Ungarn                                             | 39:22        | Serbien                    | SC Morača, Podgorica Zuschauer: 77 Schiedsrichter: Edvin Härgin, Erik Makejev |
| 30. Juli 2025 19:30 Uhr | meiste Tore: Janka Zákányi, Maja Márta Takács je 6 | (14:10)      | meiste Tore: Sara Žakula 7 | SC Morača, Podgorica Zuschauer: 77 Schiedsrichter: Edvin Härgin, Erik Makejev |
| 30. Juli 2025 19:30 Uhr | Strafen: 3×                                        | Spielbericht | Strafen: 5×                | SC Morača, Podgorica Zuschauer: 77 Schiedsrichter: Edvin Härgin, Erik Makejev |

| 31. Juli 2025 14:30 Uhr | Serbien                     | 23:29        | Slowenien                    | SC Morača, Podgorica Zuschauer: 74 Schiedsrichter: Nichlas Nygaard, Jonas Primdahl |
| 31. Juli 2025 14:30 Uhr | meiste Tore: Tamara Dušić 7 | (7:15)       | meiste Tore: Katja Štukelj 6 | SC Morača, Podgorica Zuschauer: 74 Schiedsrichter: Nichlas Nygaard, Jonas Primdahl |
| 31. Juli 2025 14:30 Uhr | Strafen: 1× 5×              | Spielbericht | Strafen: 1× 3×               | SC Morača, Podgorica Zuschauer: 74 Schiedsrichter: Nichlas Nygaard, Jonas Primdahl |

| 31. Juli 2025 19:30 Uhr | Ungarn                         | 35:28        | Norwegen                                | SC Morača, Podgorica Zuschauer: 98 Schiedsrichter: Matija Brodić, Matija Hodžić |
| 31. Juli 2025 19:30 Uhr | meiste Tore: Blanka Szigeti 12 | (16:12)      | meiste Tore: Milla Kristin Breda-Ruud 8 | SC Morača, Podgorica Zuschauer: 98 Schiedsrichter: Matija Brodić, Matija Hodžić |
| 31. Juli 2025 19:30 Uhr | Strafen: 5×                    | Spielbericht | Strafen: 4×                             | SC Morača, Podgorica Zuschauer: 98 Schiedsrichter: Matija Brodić, Matija Hodžić |

| 2. August 2025 14:30 Uhr | Norwegen                             | 38:43        | Serbien                      | Verde Complex, Podgorica Zuschauer: 100 Schiedsrichter: Roua Haggui, Sahar Haggui |
| 2. August 2025 14:30 Uhr | meiste Tore: Maja Nordeide Thomsen 6 | (19:19)      | meiste Tore: Tamara Dušić 14 | Verde Complex, Podgorica Zuschauer: 100 Schiedsrichter: Roua Haggui, Sahar Haggui |
| 2. August 2025 14:30 Uhr | Strafen: 3×                          | Spielbericht | Strafen: 1× 4×               | Verde Complex, Podgorica Zuschauer: 100 Schiedsrichter: Roua Haggui, Sahar Haggui |

| 2. August 2025 19:30 Uhr | Slowenien                  | 22:27        | Ungarn                        | Verde Complex, Podgorica Zuschauer: 100 Schiedsrichter: Milica Pavićević, Slađana Martinović |
| 2. August 2025 19:30 Uhr | meiste Tore: Tiana Novak 6 | (13:13)      | meiste Tore: Blanka Szigeti 7 | Verde Complex, Podgorica Zuschauer: 100 Schiedsrichter: Milica Pavićević, Slađana Martinović |
| 2. August 2025 19:30 Uhr | Strafen: 1× 6×             | Spielbericht | Strafen: 3×                   | Verde Complex, Podgorica Zuschauer: 100 Schiedsrichter: Milica Pavićević, Slađana Martinović |

### Gruppe E
| Pl. | Land       | Sp. | S | U | N | Tore     | Diff. | Punkte |
| --- | ---------- | --- | - | - | - | -------- | ----- | ------ |
| 1.  | Frankreich | 3   | 3 | 0 | 0 | 096:730  | +23   | 06:00  |
| 2.  | Montenegro | 3   | 2 | 0 | 1 | 087:740  | +13   | 04:20  |
| 3.  | Tschechien | 3   | 1 | 0 | 2 | 078:730  | +5    | 02:40  |
| 4.  | Litauen    | 3   | 0 | 0 | 3 | 068:1090 | −41   | 00:60  |

| 30. Juli 2025 12:00 Uhr | Frankreich                    | 27:25        | Tschechien                      | Verde Complex, Podgorica Zuschauer: 85 Schiedsrichter: Stefan Berdić, Filip Šorak |
| 30. Juli 2025 12:00 Uhr | meiste Tore: Nayenka Noslen 6 | (14:12)      | meiste Tore: Markéta Königová 5 | Verde Complex, Podgorica Zuschauer: 85 Schiedsrichter: Stefan Berdić, Filip Šorak |
| 30. Juli 2025 12:00 Uhr | Strafen: 2×                   | Spielbericht | Strafen: 4×                     | Verde Complex, Podgorica Zuschauer: 85 Schiedsrichter: Stefan Berdić, Filip Šorak |

| 30. Juli 2025 17:00 Uhr | Montenegro                                    | 36:25        | Litauen                          | Verde Complex, Podgorica Zuschauer: 305 Schiedsrichter: Stefano Riello, Niccolò Panetta |
| 30. Juli 2025 17:00 Uhr | meiste Tore: Jovana Tešović, Ivana Savić je 7 | (18:10)      | meiste Tore: Kamilė Juozaitytė 8 | Verde Complex, Podgorica Zuschauer: 305 Schiedsrichter: Stefano Riello, Niccolò Panetta |
| 30. Juli 2025 17:00 Uhr | Strafen: 4×                                   | Spielbericht | Strafen: 1× 5× 1×                | Verde Complex, Podgorica Zuschauer: 305 Schiedsrichter: Stefano Riello, Niccolò Panetta |

| 31. Juli 2025 12:00 Uhr | Tschechien                        | 34:20        | Litauen                                | Verde Complex, Podgorica Zuschauer: 50 Schiedsrichter: Roua Haggui, Sahar Haggui |
| 31. Juli 2025 12:00 Uhr | meiste Tore: Barbora Hanzlíková 7 | (15:8)       | meiste Tore: Eva Christina Žilinskas 5 | Verde Complex, Podgorica Zuschauer: 50 Schiedsrichter: Roua Haggui, Sahar Haggui |
| 31. Juli 2025 12:00 Uhr | Strafen: 1× 3×                    | Spielbericht | Strafen: 1× 5×                         | Verde Complex, Podgorica Zuschauer: 50 Schiedsrichter: Roua Haggui, Sahar Haggui |

| 31. Juli 2025 17:00 Uhr | Frankreich                    | 30:25        | Montenegro                      | Verde Complex, Podgorica Zuschauer: 350 Schiedsrichter: Edvin Härgin, Erik Makejev |
| 31. Juli 2025 17:00 Uhr | meiste Tore: Nayenka Noslen 5 | (11:10)      | meiste Tore: Martina Knežević 7 | Verde Complex, Podgorica Zuschauer: 350 Schiedsrichter: Edvin Härgin, Erik Makejev |
| 31. Juli 2025 17:00 Uhr | Strafen: 5×                   | Spielbericht | Strafen: 5×                     | Verde Complex, Podgorica Zuschauer: 350 Schiedsrichter: Edvin Härgin, Erik Makejev |

| 2. August 2025 12:00 Uhr | Litauen                         | 23:39        | Frankreich                  | Bemax Arena, Podgorica Zuschauer: 95 Schiedsrichter: Jonathan Hummelgård, Emrik Svensson |
| 2. August 2025 12:00 Uhr | meiste Tore: Altėja Ustilaitė 8 | (11:18)      | meiste Tore: Lou Saramito 6 | Bemax Arena, Podgorica Zuschauer: 95 Schiedsrichter: Jonathan Hummelgård, Emrik Svensson |
| 2. August 2025 12:00 Uhr | Strafen: 1× 6×                  | Spielbericht | Strafen: 2×                 | Bemax Arena, Podgorica Zuschauer: 95 Schiedsrichter: Jonathan Hummelgård, Emrik Svensson |

| 2. August 2025 17:00 Uhr | Montenegro                      | 26:19        | Tschechien                    | Bemax Arena, Podgorica Zuschauer: 259 Schiedsrichter: Ioannis Fotakidis, Charalampos Kinatzidis |
| 2. August 2025 17:00 Uhr | meiste Tore: Anđelina Orbović 6 | (12:8)       | meiste Tore: Sára Nedvědová 4 | Bemax Arena, Podgorica Zuschauer: 259 Schiedsrichter: Ioannis Fotakidis, Charalampos Kinatzidis |
| 2. August 2025 17:00 Uhr | Strafen: 1× 7×                  | Spielbericht | Strafen: 1× 5×                | Bemax Arena, Podgorica Zuschauer: 259 Schiedsrichter: Ioannis Fotakidis, Charalampos Kinatzidis |

### Gruppe F
| Pl. | Land       | Sp. | S | U | N | Tore     | Diff. | Punkte |
| --- | ---------- | --- | - | - | - | -------- | ----- | ------ |
| 1.  | Kroatien   | 3   | 3 | 0 | 0 | 0105:770 | +28   | 06:00  |
| 2.  | Polen      | 3   | 1 | 1 | 1 | 093:890  | +4    | 03:30  |
| 3.  | Österreich | 3   | 1 | 0 | 2 | 084:1020 | −18   | 02:40  |
| 4.  | Rumänien   | 3   | 0 | 1 | 2 | 094:1080 | −14   | 01:50  |

| 30. Juli 2025 14:30 Uhr | Rumänien                      | 33:33        | Polen                             | Verde Complex, Podgorica Zuschauer: 100 Schiedsrichter: Nichlas Nygaard, Jonas Primdahl |
| 30. Juli 2025 14:30 Uhr | meiste Tore: Agata Stoican 10 | (20:15)      | meiste Tore: Jagoda Tobolewska 10 | Verde Complex, Podgorica Zuschauer: 100 Schiedsrichter: Nichlas Nygaard, Jonas Primdahl |
| 30. Juli 2025 14:30 Uhr | Strafen: 1× 2×                | Spielbericht | Strafen: 3×                       | Verde Complex, Podgorica Zuschauer: 100 Schiedsrichter: Nichlas Nygaard, Jonas Primdahl |

| 30. Juli 2025 19:30 Uhr | Kroatien                      | 33:25        | Österreich                | Verde Complex, Podgorica Zuschauer: 100 Schiedsrichter: Jaap Klompers, Koen Stobbe |
| 30. Juli 2025 19:30 Uhr | meiste Tore: Antea Jerković 7 | (15:11)      | meiste Tore: Sara Csoka 6 | Verde Complex, Podgorica Zuschauer: 100 Schiedsrichter: Jaap Klompers, Koen Stobbe |
| 30. Juli 2025 19:30 Uhr | Strafen: 6×                   | Spielbericht | Strafen: 1× 4×            | Verde Complex, Podgorica Zuschauer: 100 Schiedsrichter: Jaap Klompers, Koen Stobbe |

| 31. Juli 2025 14:30 Uhr | Österreich                    | 23:37        | Polen                          | Verde Complex, Podgorica Zuschauer: 98 Schiedsrichter: Stefan Berdić, Filip Šorak |
| 31. Juli 2025 14:30 Uhr | meiste Tore: Marlene Holzer 5 | (12:20)      | meiste Tore: Hanna Purzyńska 7 | Verde Complex, Podgorica Zuschauer: 98 Schiedsrichter: Stefan Berdić, Filip Šorak |
| 31. Juli 2025 14:30 Uhr | Strafen: 4×                   | Spielbericht | Strafen: 6×                    | Verde Complex, Podgorica Zuschauer: 98 Schiedsrichter: Stefan Berdić, Filip Šorak |

| 31. Juli 2025 19:30 Uhr | Kroatien                       | 39:29        | Rumänien                     | Verde Complex, Podgorica Zuschauer: 125 Schiedsrichter: Ioannis Fotakidis, Charalampos Kinatzidis |
| 31. Juli 2025 19:30 Uhr | meiste Tore: Antea Jerković 11 | (19:18)      | meiste Tore: Agata Stoican 7 | Verde Complex, Podgorica Zuschauer: 125 Schiedsrichter: Ioannis Fotakidis, Charalampos Kinatzidis |
| 31. Juli 2025 19:30 Uhr | Strafen: 5× 1×                 | Spielbericht | Strafen: 7×                  | Verde Complex, Podgorica Zuschauer: 125 Schiedsrichter: Ioannis Fotakidis, Charalampos Kinatzidis |

| 2. August 2025 14:30 Uhr | Polen                          | 23:33        | Kroatien                       | Bemax Arena, Podgorica Zuschauer: 120 Schiedsrichter: Linus Hardegger, Simon Hardegger |
| 2. August 2025 14:30 Uhr | meiste Tore: Iga Kuchczyńska 5 | (14:15)      | meiste Tore: Anamarija Barić 9 | Bemax Arena, Podgorica Zuschauer: 120 Schiedsrichter: Linus Hardegger, Simon Hardegger |
| 2. August 2025 14:30 Uhr | Strafen: 2×                    | Spielbericht | Strafen: 5×                    | Bemax Arena, Podgorica Zuschauer: 120 Schiedsrichter: Linus Hardegger, Simon Hardegger |

| 2. August 2025 19:30 Uhr | Rumänien                    | 32:36        | Österreich               | Bemax Arena, Podgorica Zuschauer: 250 Schiedsrichter: Jovana Dasic, Charlotte Husomanovic |
| 2. August 2025 19:30 Uhr | meiste Tore: Diana Lefter 9 | (18:17)      | meiste Tore: Luna Hahn 7 | Bemax Arena, Podgorica Zuschauer: 250 Schiedsrichter: Jovana Dasic, Charlotte Husomanovic |
| 2. August 2025 19:30 Uhr | Strafen: 2× 5×              | Spielbericht | Strafen: 1× 4× 2×        | Bemax Arena, Podgorica Zuschauer: 250 Schiedsrichter: Jovana Dasic, Charlotte Husomanovic |

## Hauptrunde
In dieser Runde nahmen die erst- und zweitplatzierten Teams aus der Vorrunde teil. Die Ergebnisse gegen Vorrundengegner wurden mit in die Hauptrunde genommen.

### Gruppe G
| Pl. | Land        | Sp. | S | U | N | Tore    | Diff. | Punkte |
| --- | ----------- | --- | - | - | - | ------- | ----- | ------ |
| 1.  | Dänemark    | 3   | 1 | 2 | 0 | 078:770 | +1    | 04:20  |
| 2.  | Slowakei    | 3   | 1 | 1 | 1 | 067:650 | +2    | 03:30  |
| 3.  | Spanien     | 3   | 1 | 1 | 1 | 077:790 | −2    | 03:30  |
| 4.  | Deutschland | 3   | 0 | 2 | 1 | 075:760 | −1    | 02:40  |

| 4. August 2025 17:00 Uhr | Dänemark                                 | 28:28        | Deutschland                 | Verde Complex, Podgorica Zuschauer: 171 Schiedsrichter: Matija Brodić, Matija Hodžić |
| 4. August 2025 17:00 Uhr | meiste Tore: Sofie-Matilde Falk Taylor 8 | (16:15)      | meiste Tore: Lisa Lammich 5 | Verde Complex, Podgorica Zuschauer: 171 Schiedsrichter: Matija Brodić, Matija Hodžić |
| 4. August 2025 17:00 Uhr | Strafen: 1× 2×                           | Spielbericht | Strafen: 6×                 | Verde Complex, Podgorica Zuschauer: 171 Schiedsrichter: Matija Brodić, Matija Hodžić |

| 4. August 2025 19:30 Uhr | Spanien                    | 22:25        | Slowakei                             | Verde Complex, Podgorica Zuschauer: 88 Schiedsrichter: Ioannis Fotakidis, Charalampos Kinatzidis |
| 4. August 2025 19:30 Uhr | meiste Tore: Erika Vladu 6 | (13:12)      | meiste Tore: Zara Barbara Gogolová 7 | Verde Complex, Podgorica Zuschauer: 88 Schiedsrichter: Ioannis Fotakidis, Charalampos Kinatzidis |
| 4. August 2025 19:30 Uhr | Strafen: 2×                | Spielbericht | Strafen: 1× 4×                       | Verde Complex, Podgorica Zuschauer: 88 Schiedsrichter: Ioannis Fotakidis, Charalampos Kinatzidis |

| 5. August 2025 17:00 Uhr | Deutschland                 | 26:27        | Spanien                           | Verde Complex, Podgorica Zuschauer: 144 Schiedsrichter: Ionuț Marian Cazan, Gesur Suliman |
| 5. August 2025 17:00 Uhr | meiste Tore: Lisa Lammich 6 | (16:15)      | meiste Tore: Laura Ballart Ruiz 9 | Verde Complex, Podgorica Zuschauer: 144 Schiedsrichter: Ionuț Marian Cazan, Gesur Suliman |
| 5. August 2025 17:00 Uhr | Strafen: 1× 5×              | Spielbericht | Strafen: 4×                       | Verde Complex, Podgorica Zuschauer: 144 Schiedsrichter: Ionuț Marian Cazan, Gesur Suliman |

| 5. August 2025 19:30 Uhr | Slowakei                      | 21:22        | Dänemark                                | Verde Complex, Podgorica Zuschauer: 192 Schiedsrichter: Edvin Härgin, Erik Makejev |
| 5. August 2025 19:30 Uhr | meiste Tore: Liliana Gogová 7 | (13:8)       | meiste Tore: Clara Vandbæk Østergaard 8 | Verde Complex, Podgorica Zuschauer: 192 Schiedsrichter: Edvin Härgin, Erik Makejev |
| 5. August 2025 19:30 Uhr | Strafen: 4×                   | Spielbericht | Strafen: 1× 5×                          | Verde Complex, Podgorica Zuschauer: 192 Schiedsrichter: Edvin Härgin, Erik Makejev |

### Gruppe H
| Pl. | Land        | Sp. | S | U | N | Tore    | Diff. | Punkte |
| --- | ----------- | --- | - | - | - | ------- | ----- | ------ |
| 1.  | Schweiz     | 3   | 3 | 0 | 0 | 097:790 | +18   | 06:00  |
| 2.  | Ungarn      | 3   | 2 | 0 | 1 | 087:890 | −2    | 04:20  |
| 3.  | Niederlande | 3   | 0 | 1 | 2 | 080:860 | −6    | 01:50  |
| 4.  | Slowenien   | 3   | 0 | 1 | 2 | 069:790 | −10   | 01:50  |

| 4. August 2025 17:00 Uhr | Niederlande                  | 25:25        | Slowenien                  | Bemax Arena, Podgorica Zuschauer: 121 Schiedsrichter: Stefan Berdić, Filip Šorak |
| 4. August 2025 17:00 Uhr | meiste Tore: Ivana Kwakman 8 | (16:15)      | meiste Tore: Tiana Novak 7 | Bemax Arena, Podgorica Zuschauer: 121 Schiedsrichter: Stefan Berdić, Filip Šorak |
| 4. August 2025 17:00 Uhr | Strafen: 1× 5× 1×            | Spielbericht | Strafen: 2×                | Bemax Arena, Podgorica Zuschauer: 121 Schiedsrichter: Stefan Berdić, Filip Šorak |

| 4. August 2025 19:30 Uhr | Schweiz                        | 39:30        | Ungarn                    | Bemax Arena, Podgorica Zuschauer: 93 Schiedsrichter: Nichlas Nygaard, Jonas Primdahl |
| 4. August 2025 19:30 Uhr | meiste Tore: Lauryn Mierzwa 16 | (18:16)      | meiste Tore: Liza Kozma 7 | Bemax Arena, Podgorica Zuschauer: 93 Schiedsrichter: Nichlas Nygaard, Jonas Primdahl |
| 4. August 2025 19:30 Uhr | Strafen: 4× 1×                 | Spielbericht | Strafen: 1× 8×            | Bemax Arena, Podgorica Zuschauer: 93 Schiedsrichter: Nichlas Nygaard, Jonas Primdahl |

| 5. August 2025 17:00 Uhr | Slowenien                    | 22:27        | Schweiz                           | Bemax Arena, Podgorica Zuschauer: 66 Schiedsrichter: Stefano Riello, Niccolò Panetta |
| 5. August 2025 17:00 Uhr | meiste Tore: Katja Štukelj 6 | (10:19)      | meiste Tore: Noëlle Osterwalder 5 | Bemax Arena, Podgorica Zuschauer: 66 Schiedsrichter: Stefano Riello, Niccolò Panetta |
| 5. August 2025 17:00 Uhr | Strafen: 1× 3×               | Spielbericht | Strafen: 3×                       | Bemax Arena, Podgorica Zuschauer: 66 Schiedsrichter: Stefano Riello, Niccolò Panetta |

| 5. August 2025 19:30 Uhr | Ungarn                                        | 30:28        | Niederlande                                     | Bemax Arena, Podgorica Zuschauer: 99 Schiedsrichter: Jonathan Hummelgård, Emrik Svensson |
| 5. August 2025 19:30 Uhr | meiste Tore: Blanka Szigeti, Fanni Mózes je 7 | (17:16)      | meiste Tore: Jelena Ostojic, Ivana Kwakman je 6 | Bemax Arena, Podgorica Zuschauer: 99 Schiedsrichter: Jonathan Hummelgård, Emrik Svensson |
| 5. August 2025 19:30 Uhr | Strafen: 3×                                   | Spielbericht | Strafen: 1×                                     | Bemax Arena, Podgorica Zuschauer: 99 Schiedsrichter: Jonathan Hummelgård, Emrik Svensson |

### Gruppe I
| Pl. | Land       | Sp. | S | U | N | Tore    | Diff. | Punkte |
| --- | ---------- | --- | - | - | - | ------- | ----- | ------ |
| 1.  | Montenegro | 3   | 2 | 0 | 1 | 086:770 | +9    | 04:20  |
| 2.  | Kroatien   | 3   | 2 | 0 | 1 | 080:790 | +1    | 04:20  |
| 3.  | Frankreich | 3   | 1 | 1 | 1 | 081:780 | +3    | 03:30  |
| 4.  | Polen      | 3   | 0 | 1 | 2 | 076:890 | −13   | 01:50  |

| 4. August 2025 17:00 Uhr | Montenegro                       | 30:27        | Polen                             | SC Morača, Podgorica Zuschauer: 325 Schiedsrichter: Ionuț Marian Cazan, Gesur Suliman |
| 4. August 2025 17:00 Uhr | meiste Tore: Martina Knežević 11 | (13:11)      | meiste Tore: Jagoda Tobolewska 10 | SC Morača, Podgorica Zuschauer: 325 Schiedsrichter: Ionuț Marian Cazan, Gesur Suliman |
| 4. August 2025 17:00 Uhr | Strafen: 1× 3×                   | Spielbericht | Strafen: 2× 4×                    | SC Morača, Podgorica Zuschauer: 325 Schiedsrichter: Ionuț Marian Cazan, Gesur Suliman |

| 4. August 2025 19:30 Uhr | Frankreich                    | 25:27        | Kroatien                   | SC Morača, Podgorica Zuschauer: 120 Schiedsrichter: Edvin Härgin, Erik Makejev |
| 4. August 2025 19:30 Uhr | meiste Tore: Nayenka Noslen 7 | (13:11)      | meiste Tore: Matea Koska 7 | SC Morača, Podgorica Zuschauer: 120 Schiedsrichter: Edvin Härgin, Erik Makejev |
| 4. August 2025 19:30 Uhr | Strafen: 3×                   | Spielbericht | Strafen: 2×                | SC Morača, Podgorica Zuschauer: 120 Schiedsrichter: Edvin Härgin, Erik Makejev |

| 5. August 2025 17:00 Uhr | Kroatien                                       | 20:31        | Montenegro                      | SC Morača, Podgorica Zuschauer: 400 Schiedsrichter: Ioannis Fotakidis, Charalampos Kinatzidis |
| 5. August 2025 17:00 Uhr | meiste Tore: Tena Jurlina, Katja Gregurić je 4 | (11:15)      | meiste Tore: Martina Knežević 8 | SC Morača, Podgorica Zuschauer: 400 Schiedsrichter: Ioannis Fotakidis, Charalampos Kinatzidis |
| 5. August 2025 17:00 Uhr | Strafen: 2×                                    | Spielbericht | Strafen: 7×                     | SC Morača, Podgorica Zuschauer: 400 Schiedsrichter: Ioannis Fotakidis, Charalampos Kinatzidis |

| 5. August 2025 19:30 Uhr | Polen                             | 26:26        | Frankreich                                           | SC Morača, Podgorica Zuschauer: 120 Schiedsrichter: Jovana Dasic, Charlotte Husomanovic |
| 5. August 2025 19:30 Uhr | meiste Tore: Jagoda Tobolewska 11 | (14:18)      | meiste Tore: Nayenka Noslen, Corentine Cavalier je 4 | SC Morača, Podgorica Zuschauer: 120 Schiedsrichter: Jovana Dasic, Charlotte Husomanovic |
| 5. August 2025 19:30 Uhr | Strafen: 2×                       | Spielbericht | Strafen: 2×                                          | SC Morača, Podgorica Zuschauer: 120 Schiedsrichter: Jovana Dasic, Charlotte Husomanovic |

## Zwischenrunde
In dieser Runde nahmen die dritt- und viertplatzierten Teams aus der Vorrunde teil. Die Ergebnisse gegen Vorrundengegner wurden mit in die Zwischenrunde genommen.

### Gruppe J
| Pl. | Land           | Sp. | S | U | N | Tore    | Diff. | Punkte |
| --- | -------------- | --- | - | - | - | ------- | ----- | ------ |
| 1.  | Portugal       | 3   | 2 | 1 | 0 | 089:790 | +10   | 05:10  |
| 2.  | Schweden       | 3   | 2 | 0 | 1 | 097:770 | +20   | 04:20  |
| 3.  | Nordmazedonien | 3   | 1 | 1 | 1 | 082:980 | −16   | 03:30  |
| 4.  | Türkei         | 3   | 0 | 0 | 3 | 076:900 | −14   | 00:60  |

| 4. August 2025 12:00 Uhr | Türkei                     | 27:30        | Nordmazedonien                | Verde Complex, Podgorica Zuschauer: 54 Schiedsrichter: Jovana Dasic, Charlotte Husomanovic |
| 4. August 2025 12:00 Uhr | meiste Tore: Gazel Dikme 9 | (14:13)      | meiste Tore: Taida Berovikj 8 | Verde Complex, Podgorica Zuschauer: 54 Schiedsrichter: Jovana Dasic, Charlotte Husomanovic |
| 4. August 2025 12:00 Uhr | Strafen: 1× 4×             | Spielbericht | Strafen: 1× 5×                | Verde Complex, Podgorica Zuschauer: 54 Schiedsrichter: Jovana Dasic, Charlotte Husomanovic |

| 4. August 2025 14:30 Uhr | Schweden                 | 25:30        | Portugal                  | Verde Complex, Podgorica Zuschauer: 100 Schiedsrichter: Roua Haggui, Sahar Haggui |
| 4. August 2025 14:30 Uhr | meiste Tore: Irma Wong 5 | (9:13)       | meiste Tore: Rita Lopes 9 | Verde Complex, Podgorica Zuschauer: 100 Schiedsrichter: Roua Haggui, Sahar Haggui |
| 4. August 2025 14:30 Uhr | Strafen: 5×              | Spielbericht | Strafen: 3×               | Verde Complex, Podgorica Zuschauer: 100 Schiedsrichter: Roua Haggui, Sahar Haggui |

| 5. August 2025 12:00 Uhr | Nordmazedonien                | 23:42        | Schweden                         | Verde Complex, Podgorica Zuschauer: 37 Schiedsrichter: Edvinas Jencevičius, Justas Ivanauskas |
| 5. August 2025 12:00 Uhr | meiste Tore: Taida Berovikj 5 | (13:20)      | meiste Tore: Isabella Herlitz 12 | Verde Complex, Podgorica Zuschauer: 37 Schiedsrichter: Edvinas Jencevičius, Justas Ivanauskas |
| 5. August 2025 12:00 Uhr | Strafen: 5×                   | Spielbericht | Strafen: 6×                      | Verde Complex, Podgorica Zuschauer: 37 Schiedsrichter: Edvinas Jencevičius, Justas Ivanauskas |

| 5. August 2025 14:30 Uhr | Portugal                                 | 30:25        | Türkei                               | Verde Complex, Podgorica Zuschauer: 57 Schiedsrichter: Milica Pavićević, Slađana Martinović |
| 5. August 2025 14:30 Uhr | meiste Tore: Rita Lopes, Inês Lopes je 7 | (14:9)       | meiste Tore: Aylin Meryem Kahraman 6 | Verde Complex, Podgorica Zuschauer: 57 Schiedsrichter: Milica Pavićević, Slađana Martinović |
| 5. August 2025 14:30 Uhr | Strafen: 6×                              | Spielbericht | Strafen: 1×                          | Verde Complex, Podgorica Zuschauer: 57 Schiedsrichter: Milica Pavićević, Slađana Martinović |

### Gruppe K
| Pl. | Land     | Sp. | S | U | N | Tore     | Diff. | Punkte |
| --- | -------- | --- | - | - | - | -------- | ----- | ------ |
| 1.  | Serbien  | 3   | 2 | 1 | 0 | 0105:800 | +25   | 05:10  |
| 2.  | Norwegen | 3   | 2 | 0 | 1 | 0105:920 | +13   | 04:20  |
| 3.  | Island   | 3   | 1 | 1 | 1 | 095:800  | +15   | 03:30  |
| 4.  | Färöer   | 3   | 0 | 0 | 3 | 044:970  | −53   | 00:60  |

| 4. August 2025 12:00 Uhr | Färöer                         | 17:32        | Norwegen                     | Bemax Arena, Podgorica Zuschauer: 89 Schiedsrichter: Stefano Riello, Niccolò Panetta |
| 4. August 2025 12:00 Uhr | meiste Tore: Halla Haldansen 7 | (9:14)       | meiste Tore: Selma Berland 6 | Bemax Arena, Podgorica Zuschauer: 89 Schiedsrichter: Stefano Riello, Niccolò Panetta |
| 4. August 2025 12:00 Uhr | Strafen: 1×                    | Spielbericht | Strafen: 4×                  | Bemax Arena, Podgorica Zuschauer: 89 Schiedsrichter: Stefano Riello, Niccolò Panetta |

| 4. August 2025 14:30 Uhr | Island                                  | 30:30        | Serbien                      | Bemax Arena, Podgorica Zuschauer: 67 Schiedsrichter: Jaap Klompers, Koen Stobbe |
| 4. August 2025 14:30 Uhr | meiste Tore: Ebba Guðríður Ægisdóttir 7 | (17:18)      | meiste Tore: Tamara Dušić 10 | Bemax Arena, Podgorica Zuschauer: 67 Schiedsrichter: Jaap Klompers, Koen Stobbe |
| 4. August 2025 14:30 Uhr | Strafen: 1× 3×                          | Spielbericht | Strafen: 5× 1×               | Bemax Arena, Podgorica Zuschauer: 67 Schiedsrichter: Jaap Klompers, Koen Stobbe |

| 5. August 2025 12:00 Uhr | Norwegen                          | 35:32        | Island                                    | Bemax Arena, Podgorica Zuschauer: 114 Schiedsrichter: Nichlas Nygaard, Jonas Primdahl |
| 5. August 2025 12:00 Uhr | meiste Tore: Kaja Ørving Jensen 7 | (18:17)      | meiste Tore: Laufey Helga Óskarsdóttir 12 | Bemax Arena, Podgorica Zuschauer: 114 Schiedsrichter: Nichlas Nygaard, Jonas Primdahl |
| 5. August 2025 12:00 Uhr | Strafen: 1×                       | Spielbericht | Strafen: 2×                               | Bemax Arena, Podgorica Zuschauer: 114 Schiedsrichter: Nichlas Nygaard, Jonas Primdahl |

| 5. August 2025 14:30 Uhr | Serbien                     | 32:12        | Färöer                         | Bemax Arena, Podgorica Zuschauer: 98 Schiedsrichter: Linus Hardegger, Simon Hardegger |
| 5. August 2025 14:30 Uhr | meiste Tore: Tamara Dušić 8 | (14:5)       | meiste Tore: Halla Haldansen 5 | Bemax Arena, Podgorica Zuschauer: 98 Schiedsrichter: Linus Hardegger, Simon Hardegger |
| 5. August 2025 14:30 Uhr | Strafen: 4×                 | Spielbericht | Strafen: 6×                    | Bemax Arena, Podgorica Zuschauer: 98 Schiedsrichter: Linus Hardegger, Simon Hardegger |

### Gruppe L
| Pl. | Land       | Sp. | S | U | N | Tore     | Diff. | Punkte |
| --- | ---------- | --- | - | - | - | -------- | ----- | ------ |
| 1.  | Tschechien | 3   | 2 | 1 | 0 | 087:660  | +21   | 05:10  |
| 2.  | Österreich | 3   | 2 | 0 | 1 | 0100:890 | +11   | 04:20  |
| 3.  | Litauen    | 3   | 1 | 0 | 2 | 076:1030 | −27   | 02:40  |
| 4.  | Rumänien   | 3   | 0 | 1 | 2 | 083:880  | −5    | 01:50  |

| 4. August 2025 12:00 Uhr | Litauen                          | 29:28        | Rumänien                  | SC Morača, Podgorica Zuschauer: 28 Schiedsrichter: Linus Hardegger, Simon Hardegger |
| 4. August 2025 12:00 Uhr | meiste Tore: Altėja Ustilaitė 12 | (11:15)      | meiste Tore: Delia Roşu 7 | SC Morača, Podgorica Zuschauer: 28 Schiedsrichter: Linus Hardegger, Simon Hardegger |
| 4. August 2025 12:00 Uhr | Strafen: 6×                      | Spielbericht | Strafen: 3×               | SC Morača, Podgorica Zuschauer: 28 Schiedsrichter: Linus Hardegger, Simon Hardegger |

| 4. August 2025 14:30 Uhr | Tschechien                    | 30:23        | Österreich                                      | SC Morača, Podgorica Zuschauer: 80 Schiedsrichter: Jonathan Hummelgård, Emrik Svensson |
| 4. August 2025 14:30 Uhr | meiste Tore: Sára Nedvědová 5 | (14:11)      | meiste Tore: Chiamaka Igwebuike, Luna Hahn je 4 | SC Morača, Podgorica Zuschauer: 80 Schiedsrichter: Jonathan Hummelgård, Emrik Svensson |
| 4. August 2025 14:30 Uhr | Strafen: 4×                   | Spielbericht | Strafen: 2×                                     | SC Morača, Podgorica Zuschauer: 80 Schiedsrichter: Jonathan Hummelgård, Emrik Svensson |

| 5. August 2025 12:00 Uhr | Rumänien                     | 23:23        | Tschechien                      | SC Morača, Podgorica Zuschauer: 100 Schiedsrichter: Jaap Klompers, Koen Stobbe |
| 5. August 2025 12:00 Uhr | meiste Tore: Agata Stoican 6 | (10:13)      | meiste Tore: Markéta Königová 8 | SC Morača, Podgorica Zuschauer: 100 Schiedsrichter: Jaap Klompers, Koen Stobbe |
| 5. August 2025 12:00 Uhr | Strafen: 2× 3×               | Spielbericht | Strafen: 6× 1×                  | SC Morača, Podgorica Zuschauer: 100 Schiedsrichter: Jaap Klompers, Koen Stobbe |

| 5. August 2025 14:30 Uhr | Österreich                | 41:27        | Litauen                       | SC Morača, Podgorica Zuschauer: 98 Schiedsrichter: Roua Haggui, Sahar Haggui |
| 5. August 2025 14:30 Uhr | meiste Tore: Luna Hahn 10 | (23:15)      | meiste Tore: Kamilė Butkutė 6 | SC Morača, Podgorica Zuschauer: 98 Schiedsrichter: Roua Haggui, Sahar Haggui |
| 5. August 2025 14:30 Uhr | Strafen: 4×               | Spielbericht | Strafen: 6×                   | SC Morača, Podgorica Zuschauer: 98 Schiedsrichter: Roua Haggui, Sahar Haggui |

## Platzierungsrunde 1 bis 8
Für die Platzierungsrunde 1 bis 8 qualifizierten sich die drei Gewinner der Hauptrundengruppen, die drei Zweitplatzierten der Hauptrundengruppen und die zwei besten Drittplatzierten der Hauptrundengruppen.

### Übersicht
| Viertelfinale | Viertelfinale | Viertelfinale |  |            | Halbfinale | Halbfinale | Halbfinale |                  |                  | Finale           | Finale | Finale |
|               |               |               |  |            |            |            |            |                  |                  |                  |        |        |
|               | Schweiz       | 27            |  |            |            |            |            |                  |                  |                  |        |        |
|               | Spanien       | 29            |  |            |            |            |            |                  |                  |                  |        |        |
|               |               |               |  | Spanien    | 28         |            |            |                  |                  |                  |        |        |
|               |               |               |  |            | Kroatien   | 31         |            |                  |                  |                  |        |        |
|               | Kroatien      | 32            |  |            |            |            |            |                  |                  |                  |        |        |
|               | Ungarn        | 26            |  |            |            |            | Endspiel   | Endspiel         | Endspiel         |                  |        |        |
|               |               |               |  | Kroatien   | 30         |            |            |                  |                  |                  |        |        |
|               |               |               |  |            | Slowakei   | 34         |            |                  |                  |                  |        |        |
|               | Montenegro    | 31            |  |            |            |            |            |                  |                  |                  |        |        |
|               | Frankreich    | 29            |  |            |            |            |            |                  |                  |                  |        |        |
|               |               |               |  | Montenegro | 27         |            |            |                  |                  |                  |        |        |
|               |               |               |  |            | Slowakei   | 29         |            | Spiel um Platz 3 | Spiel um Platz 3 | Spiel um Platz 3 |        |        |
|               | Dänemark      | 29            |  |            |            |            | Spanien    | 20               |                  |                  |        |        |
|               | Slowakei      | 30            |  |            |            |            |            | Montenegro       | 22               |                  |        |        |
|               |               |               |  |            |            |            |            |                  |                  |                  |        |        |

### Viertelfinale
| 7. August 2025 17:00 Uhr | Dänemark                       | 29:30        | Slowakei                     | SC Morača, Podgorica Zuschauer: 250 Schiedsrichter: Ionuț Marian Cazan, Gesur Suliman |
| 7. August 2025 17:00 Uhr | meiste Tore: Sara Skou Nørby 5 | (15:15)      | meiste Tore: Eszter Komlós 8 | SC Morača, Podgorica Zuschauer: 250 Schiedsrichter: Ionuț Marian Cazan, Gesur Suliman |
| 7. August 2025 17:00 Uhr | Strafen: 1× 4×                 | Spielbericht | Strafen: 1×                  | SC Morača, Podgorica Zuschauer: 250 Schiedsrichter: Ionuț Marian Cazan, Gesur Suliman |

| 7. August 2025 17:00 Uhr | Montenegro                      | 31:29 n. 2. V.            | Frankreich                     | Bemax Arena, Podgorica Zuschauer: 750 Schiedsrichter: Jonathan Hummelgård, Emrik Svensson |
| 7. August 2025 17:00 Uhr | meiste Tore: Martina Knežević 8 | (13:10), (22:22), (26:26) | meiste Tore: Nayenka Noslen 12 | Bemax Arena, Podgorica Zuschauer: 750 Schiedsrichter: Jonathan Hummelgård, Emrik Svensson |
| 7. August 2025 17:00 Uhr | Strafen: 1× 5×                  | Spielbericht              | Strafen: 1×                    | Bemax Arena, Podgorica Zuschauer: 750 Schiedsrichter: Jonathan Hummelgård, Emrik Svensson |

| 7. August 2025 19:30 Uhr | Kroatien                      | 32:26        | Ungarn                           | SC Morača, Podgorica Zuschauer: 98 Schiedsrichter: Stefano Riello, Niccolò Panetta |
| 7. August 2025 19:30 Uhr | meiste Tore: Antea Jerković 8 | (17:13)      | meiste Tore: Maja Márta Takács 5 | SC Morača, Podgorica Zuschauer: 98 Schiedsrichter: Stefano Riello, Niccolò Panetta |
| 7. August 2025 19:30 Uhr | Strafen: 5×                   | Spielbericht | Strafen: 1× 4×                   | SC Morača, Podgorica Zuschauer: 98 Schiedsrichter: Stefano Riello, Niccolò Panetta |

| 7. August 2025 19:30 Uhr | Schweiz                       | 27:29        | Spanien                                | Bemax Arena, Podgorica Zuschauer: 58 Schiedsrichter: Stefan Berdić, Filip Šorak |
| 7. August 2025 19:30 Uhr | meiste Tore: Lauryn Mierzwa 9 | (13:15)      | meiste Tore: Edurne Donderis Sánchez 6 | Bemax Arena, Podgorica Zuschauer: 58 Schiedsrichter: Stefan Berdić, Filip Šorak |
| 7. August 2025 19:30 Uhr | Strafen: 2×                   | Spielbericht | Strafen: 3×                            | Bemax Arena, Podgorica Zuschauer: 58 Schiedsrichter: Stefan Berdić, Filip Šorak |

### Halbfinale
| 8. August 2025 17:00 Uhr | Montenegro                       | 27:29        | Slowakei                       | Bemax Arena, Podgorica Zuschauer: 1015 Schiedsrichter: Nichlas Nygaard, Jonas Primdahl |
| 8. August 2025 17:00 Uhr | meiste Tore: Martina Knežević 13 | (14:16)      | meiste Tore: Mária Bartková 11 | Bemax Arena, Podgorica Zuschauer: 1015 Schiedsrichter: Nichlas Nygaard, Jonas Primdahl |
| 8. August 2025 17:00 Uhr | Strafen: 1× 5×                   | Spielbericht | Strafen: 1×                    | Bemax Arena, Podgorica Zuschauer: 1015 Schiedsrichter: Nichlas Nygaard, Jonas Primdahl |

| 8. August 2025 19:30 Uhr | Spanien                    | 28:31        | Kroatien                        | Bemax Arena, Podgorica Zuschauer: 320 Schiedsrichter: Ionuț Marian Cazan, Gesur Suliman |
| 8. August 2025 19:30 Uhr | meiste Tore: Erika Vladu 6 | (17:15)      | meiste Tore: Anamarija Barić 12 | Bemax Arena, Podgorica Zuschauer: 320 Schiedsrichter: Ionuț Marian Cazan, Gesur Suliman |
| 8. August 2025 19:30 Uhr | Strafen: 6×                | Spielbericht | Strafen: 4×                     | Bemax Arena, Podgorica Zuschauer: 320 Schiedsrichter: Ionuț Marian Cazan, Gesur Suliman |

### Spiel um Platz 3
| 10. August 2025 17:00 Uhr | Spanien                              | 20:22        | Montenegro                                      | Bemax Arena, Podgorica Zuschauer: 1217 Schiedsrichter: Matija Brodić, Matija Hodžić |
| 10. August 2025 17:00 Uhr | meiste Tore: Lucía Calleja Velasco 7 | (11:8)       | meiste Tore: Anđelina Orbović, Ivana Savić je 6 | Bemax Arena, Podgorica Zuschauer: 1217 Schiedsrichter: Matija Brodić, Matija Hodžić |
| 10. August 2025 17:00 Uhr | Strafen: 4×                          | Spielbericht | Strafen: 2×                                     | Bemax Arena, Podgorica Zuschauer: 1217 Schiedsrichter: Matija Brodić, Matija Hodžić |

### Finale
| 10. August 2025 19:30 Uhr | Kroatien                      | 30:34        | Slowakei                       | Bemax Arena, Podgorica Zuschauer: 2008 Schiedsrichter: Ioannis Fotakidis, Charalampos Kinatzidis |
| 10. August 2025 19:30 Uhr | meiste Tore: Antea Jerković 6 | (17:18)      | meiste Tore: Mária Bartková 14 | Bemax Arena, Podgorica Zuschauer: 2008 Schiedsrichter: Ioannis Fotakidis, Charalampos Kinatzidis |
| 10. August 2025 19:30 Uhr | Strafen: 5×                   | Spielbericht | Strafen: 3×                    | Bemax Arena, Podgorica Zuschauer: 2008 Schiedsrichter: Ioannis Fotakidis, Charalampos Kinatzidis |

### Playoff um Platz 5–8
| 8. August 2025 17:00 Uhr | Frankreich                        | 29:30        | Dänemark                       | SC Morača, Podgorica Zuschauer: 80 Schiedsrichter: Matija Brodić, Matija Hodžić |
| 8. August 2025 17:00 Uhr | meiste Tore: Corentine Cavalier 6 |              | meiste Tore: Sara Skou Nørby 9 | SC Morača, Podgorica Zuschauer: 80 Schiedsrichter: Matija Brodić, Matija Hodžić |
| 8. August 2025 17:00 Uhr | Strafen: 1× 2× 1×                 | Spielbericht | Strafen: 1× 2×                 | SC Morača, Podgorica Zuschauer: 80 Schiedsrichter: Matija Brodić, Matija Hodžić |

| 8. August 2025 19:30 Uhr | Schweiz                            | 37:33        | Ungarn                    | SC Morača, Podgorica Zuschauer: 91 Schiedsrichter: Roua Haggui, Sahar Haggui |
| 8. August 2025 19:30 Uhr | meiste Tore: Noëlle Osterwalder 12 | (23:19)      | meiste Tore: Liza Kozma 5 | SC Morača, Podgorica Zuschauer: 91 Schiedsrichter: Roua Haggui, Sahar Haggui |
| 8. August 2025 19:30 Uhr | Strafen: 2×                        | Spielbericht | Strafen: 1× 5× 1×         | SC Morača, Podgorica Zuschauer: 91 Schiedsrichter: Roua Haggui, Sahar Haggui |

#### Spiel um Platz 7
| 10. August 2025 14:30 Uhr | Ungarn                      | 30:26        | Frankreich                      | SC Morača, Podgorica Zuschauer: 98 Schiedsrichter: Stefan Berdić, Filip Šorak |
| 10. August 2025 14:30 Uhr | meiste Tore: Petra Keller 7 | (20:11)      | meiste Tore: Marie-Eve Holler 6 | SC Morača, Podgorica Zuschauer: 98 Schiedsrichter: Stefan Berdić, Filip Šorak |
| 10. August 2025 14:30 Uhr | Strafen: 5×                 | Spielbericht | Strafen: 5×                     | SC Morača, Podgorica Zuschauer: 98 Schiedsrichter: Stefan Berdić, Filip Šorak |

#### Spiel um Platz 5
| 10. August 2025 17:00 Uhr | Schweiz                     | 35:34 n. V.      | Dänemark                                        | SC Morača, Podgorica Zuschauer: 320 Schiedsrichter: Milica Pavićević, Slađana Martinović |
| 10. August 2025 17:00 Uhr | meiste Tore: Lisa Herger 10 | (16:21), (32:32) | meiste Tore: Victoria Kirstine Mørk Andersen 10 | SC Morača, Podgorica Zuschauer: 320 Schiedsrichter: Milica Pavićević, Slađana Martinović |
| 10. August 2025 17:00 Uhr | Strafen: 4×                 | Spielbericht     |                                                 | SC Morača, Podgorica Zuschauer: 320 Schiedsrichter: Milica Pavićević, Slađana Martinović |

## Platzierungsrunde 9 bis 16
Für die  Platzierungsrunde 9 bis 16 qualifizierten sich die Mannschaften der Hauptrundengruppe, die nicht in das Viertelfinale einzogen, die drei Gewinner der Zwischenrundengruppen und der zwei beste Zweitplatzierte der Zwischenrundengruppen.
| 7. August 2025 12:00 Uhr | Polen                        | 26:31        | Serbien                      | SC Morača, Podgorica Zuschauer: 270 Schiedsrichter: Ioannis Fotakidis, Charalampos Kinatzidis |
| 7. August 2025 12:00 Uhr | meiste Tore: Lena Urbaniak 7 | (9:17)       | meiste Tore: Tamara Dušić 10 | SC Morača, Podgorica Zuschauer: 270 Schiedsrichter: Ioannis Fotakidis, Charalampos Kinatzidis |
| 7. August 2025 12:00 Uhr | Strafen: 1× 2×               | Spielbericht | Strafen: 4×                  | SC Morača, Podgorica Zuschauer: 270 Schiedsrichter: Ioannis Fotakidis, Charalampos Kinatzidis |

| 7. August 2025 12:00 Uhr | Niederlande                  | 27:36        | Schweden                      | Bemax Arena, Podgorica Zuschauer: 107 Schiedsrichter: Matija Brodić, Matija Hodžić |
| 7. August 2025 12:00 Uhr | meiste Tore: Ivana Kwakman 5 | (13:18)      | meiste Tore: Hanne Högquist 8 | Bemax Arena, Podgorica Zuschauer: 107 Schiedsrichter: Matija Brodić, Matija Hodžić |
| 7. August 2025 12:00 Uhr | Strafen: 1× 2×               | Spielbericht |                               | Bemax Arena, Podgorica Zuschauer: 107 Schiedsrichter: Matija Brodić, Matija Hodžić |

| 7. August 2025 14:30 Uhr | Slowenien                    | 16:25        | Tschechien                      | SC Morača, Podgorica Zuschauer: 86 Schiedsrichter: Nichlas Nygaard, Jonas Primdahl |
| 7. August 2025 14:30 Uhr | meiste Tore: Liana Vuković 6 | (5:14)       | meiste Tore: Markéta Königová 8 | SC Morača, Podgorica Zuschauer: 86 Schiedsrichter: Nichlas Nygaard, Jonas Primdahl |
| 7. August 2025 14:30 Uhr | Strafen: 7×                  | Spielbericht | Strafen: 1× 4×                  | SC Morača, Podgorica Zuschauer: 86 Schiedsrichter: Nichlas Nygaard, Jonas Primdahl |

| 7. August 2025 14:30 Uhr | Deutschland               | 37:20        | Portugal                           | Bemax Arena, Podgorica Zuschauer: 83 Schiedsrichter: Edvin Härgin, Erik Makejev |
| 7. August 2025 14:30 Uhr | meiste Tore: Nele Kurok 7 | (20:10)      | meiste Tore: Catarina Bernardino 5 | Bemax Arena, Podgorica Zuschauer: 83 Schiedsrichter: Edvin Härgin, Erik Makejev |
| 7. August 2025 14:30 Uhr | Strafen: 2× 3×            | Spielbericht | Strafen: 3× 1×                     | Bemax Arena, Podgorica Zuschauer: 83 Schiedsrichter: Edvin Härgin, Erik Makejev |

### Playoff um Platz 9–12
| 8. August 2025 12:00 Uhr | Schweden                     | 32:37        | Serbien                       | Bemax Arena, Podgorica Zuschauer: 55 Schiedsrichter: Stefano Riello, Niccolò Panetta |
| 8. August 2025 12:00 Uhr | meiste Tore: Lisa Elmblad 10 | (17:18)      | meiste Tore: Dunja Valdevit 9 | Bemax Arena, Podgorica Zuschauer: 55 Schiedsrichter: Stefano Riello, Niccolò Panetta |
| 8. August 2025 12:00 Uhr | Strafen: 6×                  | Spielbericht | Strafen: 6×                   | Bemax Arena, Podgorica Zuschauer: 55 Schiedsrichter: Stefano Riello, Niccolò Panetta |

| 8. August 2025 14:30 Uhr | Deutschland                      | 30:32        | Tschechien                                          | Bemax Arena, Podgorica Zuschauer: 240 Schiedsrichter: Linus Hardegger, Simon Hardegger |
| 8. August 2025 14:30 Uhr | meiste Tore: Paula Maria Hofer 7 | (13:12)      | meiste Tore: Anežka Francová, Markéta Königová je 6 | Bemax Arena, Podgorica Zuschauer: 240 Schiedsrichter: Linus Hardegger, Simon Hardegger |
| 8. August 2025 14:30 Uhr | Strafen: 1× 3×                   | Spielbericht | Strafen: 1×                                         | Bemax Arena, Podgorica Zuschauer: 240 Schiedsrichter: Linus Hardegger, Simon Hardegger |

#### Spiel um Platz 11
| 10. August 2025 14:30 Uhr | Schweden                                        | 22:35        | Deutschland                  | Verde Complex, Podgorica Zuschauer: 319 Schiedsrichter: Jaap Klompers, Koen Stobbe |
| 10. August 2025 14:30 Uhr | meiste Tore: Tuva Schmidinger, Nora Linder je 4 | (9:17)       | meiste Tore: Meggan Rusko 10 | Verde Complex, Podgorica Zuschauer: 319 Schiedsrichter: Jaap Klompers, Koen Stobbe |
| 10. August 2025 14:30 Uhr | Strafen: 2×                                     | Spielbericht | Strafen: 1×                  | Verde Complex, Podgorica Zuschauer: 319 Schiedsrichter: Jaap Klompers, Koen Stobbe |

#### Spiel um Platz 9
| 10. August 2025 14:30 Uhr | Serbien                      | 35:38        | Tschechien                       | Bemax Arena, Podgorica Zuschauer: 63 Schiedsrichter: Ionuț Marian Cazan, Gesur Suliman |
| 10. August 2025 14:30 Uhr | meiste Tore: Janja Andrić 10 | (12:22)      | meiste Tore: Markéta Königová 15 | Bemax Arena, Podgorica Zuschauer: 63 Schiedsrichter: Ionuț Marian Cazan, Gesur Suliman |
| 10. August 2025 14:30 Uhr | Strafen: 3×                  | Spielbericht | Strafen: 6×                      | Bemax Arena, Podgorica Zuschauer: 63 Schiedsrichter: Ionuț Marian Cazan, Gesur Suliman |

### Playoff um Platz 13–16
| 8. August 2025 12:00 Uhr | Niederlande                  | 32:31        | Polen                                                 | SC Morača, Podgorica Zuschauer: 80 Schiedsrichter: Milica Pavićević, Slađana Martinović |
| 8. August 2025 12:00 Uhr | meiste Tore: Ivana Kwakman 7 | (18:16)      | meiste Tore: Jagoda Tobolewska, Inga Trochimczyk je 7 | SC Morača, Podgorica Zuschauer: 80 Schiedsrichter: Milica Pavićević, Slađana Martinović |
| 8. August 2025 12:00 Uhr | Strafen: 1× 8×               | Spielbericht | Strafen: 4×                                           | SC Morača, Podgorica Zuschauer: 80 Schiedsrichter: Milica Pavićević, Slađana Martinović |

| 8. August 2025 14:30 Uhr | Portugal                                        | 20:26        | Slowenien                    | SC Morača, Podgorica Zuschauer: 89 Schiedsrichter: Stefan Berdić, Filip Šorak |
| 8. August 2025 14:30 Uhr | meiste Tore: Rafaela Lopes, Iara Francisco je 4 | (11:16)      | meiste Tore: Lana Markežić 7 | SC Morača, Podgorica Zuschauer: 89 Schiedsrichter: Stefan Berdić, Filip Šorak |
| 8. August 2025 14:30 Uhr | Strafen: 2× 6×                                  | Spielbericht | Strafen: 5×                  | SC Morača, Podgorica Zuschauer: 89 Schiedsrichter: Stefan Berdić, Filip Šorak |

#### Spiel um Platz 15
| 10. August 2025 12:00 Uhr | Polen                                                   | 31:35        | Portugal                           | SC Morača, Podgorica Zuschauer: 50 Schiedsrichter: Stefano Riello, Niccolò Panetta |
| 10. August 2025 12:00 Uhr | meiste Tore: Agata Cielątkowska, Jagoda Tobolewska je 5 | (15:18)      | meiste Tore: Catarina Bernardino 8 | SC Morača, Podgorica Zuschauer: 50 Schiedsrichter: Stefano Riello, Niccolò Panetta |
| 10. August 2025 12:00 Uhr | Strafen: 3×                                             | Spielbericht | Strafen: 2×                        | SC Morača, Podgorica Zuschauer: 50 Schiedsrichter: Stefano Riello, Niccolò Panetta |

#### Spiel um Platz 13
| 10. August 2025 12:00 Uhr | Niederlande                  | 22:21        | Slowenien                                   | Bemax Arena, Podgorica Zuschauer: 97 Schiedsrichter: Jonathan Hummelgård, Emrik Svensson |
| 10. August 2025 12:00 Uhr | meiste Tore: Ivana Kwakman 6 | (13:11)      | meiste Tore: Zala Petek, Katja Štukelj je 4 | Bemax Arena, Podgorica Zuschauer: 97 Schiedsrichter: Jonathan Hummelgård, Emrik Svensson |
| 10. August 2025 12:00 Uhr | Strafen: 3×                  | Spielbericht | Strafen: 2×                                 | Bemax Arena, Podgorica Zuschauer: 97 Schiedsrichter: Jonathan Hummelgård, Emrik Svensson |

## Platzierungsrunde 17 bis 24
| 7. August 2025 12:00 Uhr | Norwegen                              | 33:17        | Färöer                              | Verde Complex, Podgorica Zuschauer: 44 Schiedsrichter: Jaap Klompers, Koen Stobbe |
| 7. August 2025 12:00 Uhr | meiste Tore: Ibaa Mohammed Abdelhai 8 | (17:7)       | meiste Tore: Bjørk Mariusardóttir 4 | Verde Complex, Podgorica Zuschauer: 44 Schiedsrichter: Jaap Klompers, Koen Stobbe |
| 7. August 2025 12:00 Uhr | Strafen: 1×                           | Spielbericht | Strafen: 3×                         | Verde Complex, Podgorica Zuschauer: 44 Schiedsrichter: Jaap Klompers, Koen Stobbe |

| 7. August 2025 14:30 Uhr | Nordmazedonien                                  | 24:33        | Litauen                         | Verde Complex, Podgorica Zuschauer: 40 Schiedsrichter: Milica Pavićević, Slađana Martinović |
| 7. August 2025 14:30 Uhr | meiste Tore: Anja Lashkoska, Elena Baloska je 5 | (12:16)      | meiste Tore: Altėja Ustilaitė 8 | Verde Complex, Podgorica Zuschauer: 40 Schiedsrichter: Milica Pavićević, Slađana Martinović |
| 7. August 2025 14:30 Uhr | Strafen: 1× 8×                                  | Spielbericht | Strafen: 3×                     | Verde Complex, Podgorica Zuschauer: 40 Schiedsrichter: Milica Pavićević, Slađana Martinović |

| 7. August 2025 17:00 Uhr | Österreich                           | 38:30        | Türkei                     | Verde Complex, Podgorica Zuschauer: 25 Schiedsrichter: Linus Hardegger, Simon Hardegger |
| 7. August 2025 17:00 Uhr | meiste Tore: Emilia-Evita Meissner 6 | (21:15)      | meiste Tore: Gazel Dikme 9 | Verde Complex, Podgorica Zuschauer: 25 Schiedsrichter: Linus Hardegger, Simon Hardegger |
| 7. August 2025 17:00 Uhr | Strafen: 6×                          | Spielbericht | Strafen: 7×                | Verde Complex, Podgorica Zuschauer: 25 Schiedsrichter: Linus Hardegger, Simon Hardegger |

| 7. August 2025 19:30 Uhr | Island                                                                | 32:26        | Rumänien                              | Verde Complex, Podgorica Zuschauer: 57 Schiedsrichter: Roua Haggui, Sahar Haggui |
| 7. August 2025 19:30 Uhr | meiste Tore: Laufey Helga Óskarsdóttir, Ebba Guðríður Ægisdóttir je 8 | (16:12)      | meiste Tore: Sara Alexandra Lupuian 7 | Verde Complex, Podgorica Zuschauer: 57 Schiedsrichter: Roua Haggui, Sahar Haggui |
| 7. August 2025 19:30 Uhr | Strafen: 1× 5× 1×                                                     | Spielbericht | Strafen: 1× 3×                        | Verde Complex, Podgorica Zuschauer: 57 Schiedsrichter: Roua Haggui, Sahar Haggui |

### Playoff um Platz 17–20
| 8. August 2025 14:30 Uhr | Norwegen                                    | 31:27        | Litauen                          | Verde Complex, Podgorica Zuschauer: 49 Schiedsrichter: Jonathan Hummelgård, Emrik Svensson |
| 8. August 2025 14:30 Uhr | meiste Tore: Viktoria Odinokova Eilertsen 6 | (19:13)      | meiste Tore: Altėja Ustilaitė 10 | Verde Complex, Podgorica Zuschauer: 49 Schiedsrichter: Jonathan Hummelgård, Emrik Svensson |
| 8. August 2025 14:30 Uhr | Strafen: 3×                                 | Spielbericht | Strafen: 4×                      | Verde Complex, Podgorica Zuschauer: 49 Schiedsrichter: Jonathan Hummelgård, Emrik Svensson |

| 8. August 2025 19:30 Uhr | Österreich                | 27:31        | Island                                  | Verde Complex, Podgorica Zuschauer: 136 Schiedsrichter: Edvinas Jencevičius, Justas Ivanauskas |
| 8. August 2025 19:30 Uhr | meiste Tore: Sara Csoka 7 | (14:17)      | meiste Tore: Ebba Guðríður Ægisdóttir 9 | Verde Complex, Podgorica Zuschauer: 136 Schiedsrichter: Edvinas Jencevičius, Justas Ivanauskas |
| 8. August 2025 19:30 Uhr |                           | Spielbericht | Strafen: 4×                             | Verde Complex, Podgorica Zuschauer: 136 Schiedsrichter: Edvinas Jencevičius, Justas Ivanauskas |

#### Spiel um Platz 19
| 10. August 2025 9:30 Uhr | Litauen                                 | 33:39        | Österreich               | Bemax Arena, Podgorica Zuschauer: 51 Schiedsrichter: Jovana Dasic, Charlotte Husomanovic |
| 10. August 2025 9:30 Uhr | meiste Tore: Eva Christina Žilinskas 10 | (13:21)      | meiste Tore: Luna Hahn 6 | Bemax Arena, Podgorica Zuschauer: 51 Schiedsrichter: Jovana Dasic, Charlotte Husomanovic |
| 10. August 2025 9:30 Uhr | Strafen: 6× 1×                          | Spielbericht | Strafen: 1× 3×           | Bemax Arena, Podgorica Zuschauer: 51 Schiedsrichter: Jovana Dasic, Charlotte Husomanovic |

#### Spiel um Platz 17
| 10. August 2025 12:00 Uhr | Norwegen                    | 27:29        | Island                                    | Verde Complex, Podgorica Schiedsrichter: Edvin Härgin, Erik Makejev |
| 10. August 2025 12:00 Uhr | meiste Tore: Stina Surdal 5 | (10:18)      | meiste Tore: Laufey Helga Óskarsdóttir 10 | Verde Complex, Podgorica Schiedsrichter: Edvin Härgin, Erik Makejev |
| 10. August 2025 12:00 Uhr | Strafen: 3×                 | Spielbericht | Strafen: 2×                               | Verde Complex, Podgorica Schiedsrichter: Edvin Härgin, Erik Makejev |

### Playoff um Platz 21–24
| 8. August 2025 12:00 Uhr | Färöer                               | 28:31        | Nordmazedonien                   | Verde Complex, Podgorica Zuschauer: 48 Schiedsrichter: Jovana Dasic, Charlotte Husomanovic |
| 8. August 2025 12:00 Uhr | meiste Tore: Bjørk Mariusardóttir 10 | (17:10)      | meiste Tore: Ivana Trifunoska 10 | Verde Complex, Podgorica Zuschauer: 48 Schiedsrichter: Jovana Dasic, Charlotte Husomanovic |
| 8. August 2025 12:00 Uhr | Strafen: 1× 5×                       | Spielbericht | Strafen: 7×                      | Verde Complex, Podgorica Zuschauer: 48 Schiedsrichter: Jovana Dasic, Charlotte Husomanovic |

| 8. August 2025 17:00 Uhr | Türkei                      | 27:41        | Rumänien                     | Verde Complex, Podgorica Zuschauer: 26 Schiedsrichter: Jaap Klompers, Koen Stobbe |
| 8. August 2025 17:00 Uhr | meiste Tore: Gazel Dikme 11 | (16:26)      | meiste Tore: Diana Lefter 11 | Verde Complex, Podgorica Zuschauer: 26 Schiedsrichter: Jaap Klompers, Koen Stobbe |
| 8. August 2025 17:00 Uhr | Strafen: 3×                 | Spielbericht | Strafen: 2×                  | Verde Complex, Podgorica Zuschauer: 26 Schiedsrichter: Jaap Klompers, Koen Stobbe |

#### Spiel um Platz 23
| 10. August 2025 9:30 Uhr | Färöer                                | 26:31        | Türkei                      | Verde Complex, Podgorica Zuschauer: 51 Schiedsrichter: Edvinas Jencevičius, Justas Ivanauskas |
| 10. August 2025 9:30 Uhr | meiste Tore: Arina Høgnadóttir Wang 7 | (12:17)      | meiste Tore: Gazel Dikme 11 | Verde Complex, Podgorica Zuschauer: 51 Schiedsrichter: Edvinas Jencevičius, Justas Ivanauskas |
| 10. August 2025 9:30 Uhr | Strafen: 3×                           | Spielbericht | Strafen: 6×                 | Verde Complex, Podgorica Zuschauer: 51 Schiedsrichter: Edvinas Jencevičius, Justas Ivanauskas |

#### Spiel um Platz 21
| 10. August 2025 9:30 Uhr | Nordmazedonien                | 25:40        | Rumänien                        | SC Morača, Podgorica Zuschauer: 22 Schiedsrichter: Nichlas Nygaard, Jonas Primdahl |
| 10. August 2025 9:30 Uhr | meiste Tore: Anja Lashkoska 7 | (10:22)      | meiste Tore: Sara Maria Stark 8 | SC Morača, Podgorica Zuschauer: 22 Schiedsrichter: Nichlas Nygaard, Jonas Primdahl |
| 10. August 2025 9:30 Uhr | Strafen: 1× 3×                | Spielbericht | Strafen: 1×                     | SC Morača, Podgorica Zuschauer: 22 Schiedsrichter: Nichlas Nygaard, Jonas Primdahl |

## Torschützenliste
| Platz | Spieler                   | Team       | Tore |
| ----- | ------------------------- | ---------- | ---- |
| 1.    | Gazel Dikme               | Türkei     | 75   |
| 2.    | Altėja Ustilaitė          | Litauen    | 70   |
| 3.    | Jagoda Tobolewska         | Polen      | 67   |
| 4.    | Mária Bartková            | Slowakei   | 66   |
| 5.    | Martina Knežević          | Montenegro | 58   |
| 5.    | Laufey Helga Óskarsdóttir | Island     | 58   |
| 5.    | Tamara Dušić              | Serbien    | 58   |
| 8.    | Eva Christina Žilinskas   | Litauen    | 57   |
| 9.    | Lauryn Mierzwa            | Schweiz    | 54   |
| 9.    | Antea Jerković            | Kroatien   | 54   |

## All-Star-Team
| Lauryn Mierzwa |                | Sofie-Matilde Taylor |                         | Nayenka Noslen |
|                | Mária Bartková |                      | Edurne Donderis Sánchez |                |
|                |                | Antea Jerković       |                         |                |
|                |                | Maša Dubljević       |                         |                |

Beste Abwehrspielerin: Liliana Gogová 